# Contas nostro e vostro
Conta nostro e vostro (do italiano, nostro e vostro; português, 'nosso' e 'vosso') são termos contábeis usados para distinguir uma conta mantida por outra entidade de uma conta mantida por outra entidade. As entidades em questão são geralmente bancos.
Uma conta Nostro é uma conta bancária que um banco mantém com um banco estrangeiro na moeda do país onde os fundos são mantidos. É usado para facilitar transações de câmbio e comércio internacional envolvendo moedas estrangeiras. É o oposto do termo “vostro”. Uma conta Vostro é uma conta bancária que outros bancos estrangeiros mantêm com o “Nostro” banco na moeda nacional. Ambos os tipos de contas são usados para diferenciar os diferentes tipos de contas que os bancos mantêm para outros bancos.